# Amphinemura simplex
Amphinemura simplex är en bäcksländeart som beskrevs av Peter Zwick 1977. Amphinemura simplex ingår i släktet Amphinemura och familjen kryssbäcksländor. Inga underarter finns listade i Catalogue of Life.